# Szkoła rocka
Szkoła rocka – amerykańsko-niemiecka komedia muzyczna produkcji Paramount Pictures z 2003 roku, w rolę głównego bohatera wcielił się Jack Black. Scenariusz do filmu został napisany specjalnie dla Blacka przez Mike’a White’a, a sam film został wyreżyserowany przez Richarda Linklatera. Akcja rozgrywa się w Nowym Jorku na Staten Island. Film opowiada nam historię niedoszłej gwiazdy rocka, Deweya Finna (Jack Black), podającego się za nauczyciela na zastępstwie, który z grupy dzieciaków z podstawówki formuje zespół, mający wygrać Bitwę Zespołów. Nagroda z wygranej miałaby zostać przeznaczona na opłacenie czynszu za jego mieszkanie.

## Opis fabuły
Dewey Finn (Jack Black), piosenkarz i gitarzysta hardrockowy, zostaje wyrzucony z zespołu No Vacancy przez współczłonków za jego arogancję i zbyt częste oraz nagłe wybryki na scenie. Jego uległy współlokator i długoletni przyjaciel, Ned Schneebly (scenarzysta Mike White), nauczyciel na zastępstwie, jest naciskany przez jego partnerkę, Patty Di Marco (Sarah Silverman), aby ten eksmitował Deweya zanim nie znajdzie „prawdziwej pracy” i nie spłaci zwiększającego się długu za mieszkanie. Dewey zamierza uiścić dług tylko i wyłącznie ze względu na sympatię, jaką darzy Neda, będącego w strachu przed nieznalezieniem w przyszłości innej dziewczyny. Dewey czuje się zmuszony, aby porzucić jego pasję, dopóki nie odbiera telefonu skierowanego do Neda od Rosalie Mullins (Joan Cusack), dyrektora Horace Green, prestiżowej szkoły podstawowej w Woodbury w Nowym Jorku, która to prosi Neda o zastąpienie nauczyciela, który złamał nogę i nie będzie w stanie uczyć dzieci przez następne kilka tygodni. Dewey, podszywając się pod Neda, zostaje nowym nauczycielem i przerabia klasę dobrze ułożonych, grzecznych dzieci w szalonych członków zespołu rockowego.

## Obsada
- Jack Black – Dewey Finn
- Mike White – Ned Schneebly
- Adam Pascal – Theo
- Lucas Papaelias – Neil
- Chris Stack – Doug
- Sarah Silverman – Patty Di Marco
- Lucas Babin – Spider
- Joan Cusack – Rosalie Mullins
- Jordan-Claire Green – Michelle
- Miranda Cosgrove – Summer Hathaway

## Nagrody i nominacje
Złote Globy 2003
- Najlepszy aktor w komedii lub musicalu – Jack Black (nominacja)

Nagroda Satelita 2003
- Najlepszy aktor w komedii lub musicalu – Jack Black (nominacja)